# Viking-Rail
Viking-Rail ApS ist ein Eisenbahnverkehrsunternehmen mit Sitz im dänischen Padborg. Die Gesellschaft wurde am 12. Juli 2004 gegründet. Die Gesellschaft gehört der VIKING Vision Holding ApS.
Das Unternehmen hat seine Aktivitäten im Schienengüterverkehr und transportiert unter anderem neue Autos von Deutschland nach Vamdrup und Ringsted.
Viking-Rail erwarb zum 1. Januar 2023 alle Vermögenswerte – einschließlich der Lokomotiven – des Unternehmens CFL cargo Danmark ApS.
In Padborg befindet sich die Wartungswerkstatt. Im Bestand befinden sich elf Diesellokomotiven. Die Fahrzeughalterkennzeichnung ist VIK.